# بخش مولخو
بخش مولخو (به سوئدی: Mullsjö kommun) یک ناحیه شهری در سوئد است که در شهرستان یونشوپینگ واقع شده‌است.